# 日本鉱業佐賀関鉄道
日本鉱業佐賀関鉄道（にほんこうぎょう さがのせきてつどう、通称 佐賀関線）は、かつて大分県北海部郡佐賀関町（現・大分市）の日鉱幸崎駅から日鉱佐賀関駅までを結んでいた、日本鉱業（日鉱、現・JX金属）が運営していた鉄道路線である。
太平洋戦争勃発により海上輸送が厳しくなったため佐賀関半島北岸に建設が進められた鉄道であったが、工事は難航し終戦後開業となり軍需輸送には間に合わなかった。開業から僅か17年の1963年（昭和38年）に廃止された。
廃線跡の大半は、地元の生活道路や遊歩道・サイクリングロード等として活かされている。

## 路線データ
- 路線距離（営業キロ）：9.2km
- 軌間：762mm
- 駅数：9駅（起終点駅含む）
- 複線区間：なし（全線単線）
- 電化区間：なし（全線非電化）
- 閉塞方式：
  - 交換可能駅：1（日鉱大志生木）

## 運行形態
廃止直前は全線の所要が25 - 30分、区間列車含め20往復の本数が確保されていた。
大志生木から古宮にかけて日本鉱業の社宅があったため、通勤時の大志生木 - 佐賀関間はかなりの混雑だった。
当初、旅客・貨物とも蒸気機関車牽引で運行されていたが、1951年（昭和26年）には国鉄大隅線の前身の大隅鉄道のカホ1形を国鉄買収時に編入した元ガソリン動車2両（1930年日本車輌本店製。払い下げ時は無動力の客車）にディーゼルエンジンを載せて再気動車化（ケコキハ510・511）し、同年に若松車輌で新車のディーゼルカーとしてケコキハ512を製作した。これにより旅客列車が気動車化された。またディーゼル機関車も導入されている。
列車には女性車掌が乗務しており、鉄道職員には珍しい茶色の制服を着用していた。

## 歴史
- 1922年（大正11年）4月11日 - 鉄道敷設法公布。幸崎-佐賀関間が予定線となる（鉄道敷設法別表一覧#第117号[1]）。
- 1933年（昭和8年）3月28日 - 省営自動車佐賀関線が開通[2][3]
- 1946年（昭和21年）3月11日 - 日本鉱業の専用鉄道として開業。
- 1948年（昭和23年）
  - 5月16日 - 地方鉄道に変更。
  - 6月11日 - 旅客営業を開始。
- 1949年（昭和24年）6月7日 - 昭和天皇が佐賀関行幸の際に利用。
- 1960年（昭和35年）3月1日 - 貨物運輸廃止。
- 1963年（昭和38年）5月15日 - 廃止。

## 駅一覧
（駅名は廃止時点のもの）
日鉱幸崎駅 - 日鉱本幸崎駅（ほんこうざき） - 日鉱大平駅（おおひら） - 日鉱大志生木駅（おおじゅうき） - 日鉱小志生木駅（こじゅうき） - 日鉱辛幸駅（からこう） - 日鉱古宮駅（ふるみや） - 日鉱金山駅（かなやま） - 日鉱佐賀関駅

## 接続路線
- 日鉱幸崎駅：国鉄日豊本線（幸崎駅）

## 車両

### 蒸気機関車
ケ218形（ケ219）
1918年雨宮製作所製の車軸配置0-6-0(C)、12トン級タンク機関車。1945年3月入線、1950年廃車。
ケ800形（ケ800 - ケ802）
1930年若津鉄工所製の車軸配置2-4-2(1B1)、20トン級タンク機関車。1945年5月入線。ケ801は1949年、住友別子鉱山鉄道に譲渡。ケ800は1956年、ケ802は1953年廃車。
11, 14
11は1927年日立製作所製、14は1927年汽車製造製の、いずれも車軸配置0-6-0(C)、15トン級タンク機関車で、ケ801と交換で住友別子鉱山専用鉄道から譲り受けたもの。1953年廃車。

### 内燃機関車
DB1
1953年3月若松車輌製、車軸配置B形の15トン級ディーゼル機関車。セミセンターキャブを持つ凸形機で、動軸はロッドで連結されている。廃止まで在籍。1965年、秋田県の日本鉱業釈迦内探鉱所に移籍。白沢駅側線で使用のため1067mmに改軌。
GB1, GB2
1935年加藤製作所製。精錬所内軌道から転用。8トン級のガソリン機関車。1956年借入認可。1960年返却。

### 気動車
ケキハ510形（ケコキハ510, 511）
ケコキハ512

### 客車
250形（ケコハ250, 256）
470形（ケコハ481, 487, 494(497), 500）
ホハフ1形（ケホハフ1, 2, 3, 5, 6）1929年東洋車輌製住友別子鉱山鉄道より購入

### 貨車
無蓋車
ケト100 - 134、ケト200 - 224、ケチ（ケホチ）10 - 12、ケチ（ケホチ）350 - 354、ケセ41, 43, 54, 55, 58, 59, 64, 86
タンク車
ケタ（ケホタサ）1, 2、ケタ（ケホタサ）3, 4、ケタム（ケホタム）5
有蓋車
ケワフ（ケホワフ30）

### 車両数の推移
| 年度 | 蒸気機関車 | 内燃機関車 | 内燃動車 | 客車 | 貨車 | 貨車 |
| 年度 | 蒸気機関車 | 内燃機関車 | 内燃動車 | 客車 | 有蓋 | 無蓋 |
| ---- | ---------- | ---------- | -------- | ---- | ---- | ---- |
| 1948 | 5          |            |          | 8    |      | 76   |
| 1950 | 4          |            |          | 8    |      | 52   |
| 1954 | 1          | 1          | 3        | 6    | 6    | 42   |
| 1958 | 0          | 2          | 3        | 5    | 6    | 32   |
| 1960 |            | 1          | 3        | 5    | 1    | 2    |

- 高井薫平『軽便追想』ネコパブリッシング、1997年、213頁

## 廃線後の状況
1990年代初めまでは大部分が未舗装の生活道路として利用されていたが、土地区画整理事業により次第に姿を消している。特に日鉱幸崎 - 日鉱本幸崎は国道197号のバイパス道路建設とJR幸崎駅の専用線が撤去され宅地化されたことにより一気に痕跡を消して行った。逆に日鉱大平付近などは未舗装の生活道路やそのまま利用されている橋桁など廃線跡の情緒が残る風景を現在でも提供してくれる。
日鉱辛幸から日鉱金山にかけては、サイクリングロードとして整備されていたり、当時のトンネルがそのまま使用されていたりと、廃線跡がうまく再利用されている姿を確認することができる。なお、佐賀関線には4箇所のトンネルがあった。そのうち現在でも現役で使用されているのは大志生木トンネルと金山トンネルの2つで、蛍光灯の付け替えなど管理がなされ、地元の人達の利用も多い。残りの小志生木トンネルと古宮トンネルは完全にコンクリートブロックで塞がれてしまっている。
日鉱佐賀関駅は現在の大分バス佐賀関ターミナルにあたり、手前のカーブで旅客線と貨物線が分岐していた。貨物線はそのまま佐賀関駅の入口前（現在歩道となっている部分）を通り、佐賀関製錬所敷地内まで通じていた。1980年（昭和55年）頃に最後まで残っていた貨物線のレールが撤去され、周辺整備の前までは道路に割り込むように白いコンクリートの帯が製錬施設の中まで伸びて廃線跡であることを主張していたが、道路拡張の際に消滅した。
- 日鉱幸崎駅跡付近
この空地そのものは日鉱幸崎駅と直接の関係はないが、その名残であった幸崎駅の貨物施設のあった場所である。廃線跡は1990年代後半まで新興住宅地に取り込まれつつも草木に隠れて築堤が存在していたが、現在は完全に宅地化され消滅している。
- 日鉱本幸崎駅跡（写真中央）
国鉄バス「本幸崎」であったバス停は大分バス「神崎中学校」に変更されている。かつては見通しの良い直線であった線路跡も、国道197号のバイパス道路によって視界を絶たれてしまっている。
- 廃線跡は生活道路
国指定史跡「築山古墳」入口前でバイパスを抜け出した廃線跡はしばらくアスファルト道路に変貌しているが、日鉱大平駅が近付くと未舗装になり、1980年代から変わらぬ風景を提供し始める。
- 日鉱大平駅跡
写真中央の消火栓付近が駅跡である。
- 列車撮影適所跡
幸崎を出て初めて海岸線に出る。現在はこの付近も遊歩道として整備が進み、各所で舗装が始まっている。
- 今でも現役の元鉄橋
軽便鉄道の単線が通っていた鉄橋という性質上、幅は狭く、歩行者と自転車の往来がやっとである。長年海風に晒されたことによって傷みが激しくなり、至る所で補修または架け替えられている。
- 日鉱大志生木駅跡付近
駅は写真の建物の裏にある幼稚園付近。
- 大志生木隧道
日鉱大志生木駅を出るとトンネルがある。併走している国道197号は山を削った切り通しになっており歩道は車道と白線で区切られただけである。このトンネルは危険な国道を避けるための人道として今も壁面の補修や蛍光灯の整備が行われ、地元の人に利用されている。
- 日鉱小志生木駅跡付近
トンネルがやや海に向かっているが、当時の海岸線は現在よりも山寄りで、駅も旧道沿いにあった。道路整備の前までは国鉄バス停留所の前に日鉱幸崎駅跡と同様のプラットホームが存在していたが、消滅してしまった。写真の緑地帯は駅跡を潰した後に設置されたものであり、当時の様子を窺い知ることはできない。
- 小志生木隧道跡
日鉱小志生木駅からそのまま海岸線を進み、国道の下を潜ってトンネルに入って行く。1980年代まではトンネルの入口に簡単な障害物が置かれているのみであったが、中に当時使用されていた鉄道資材などが置かれているという噂が立ち、侵入する者が現れたため、コンクリートブロックで完全に塞がれてしまった。
- 日鉱辛幸駅跡付近
日鉱辛幸駅跡付近からはサイクリングロードとして整備されている。壁沿いに草木に覆われたコンクリートの帯が伸びているが、これは廃線跡の全線に渡って埋設されている工業用水道の水道管である。
- パンパシフィック・カッパー佐賀関製錬所
サイクリングロードを進むと、やがて終点となるパンパシフィック・カッパー(PPC)（旧日鉱製錬）佐賀関製錬所の通称「大煙突」が見えてくる。

- 古宮隧道跡
サイクリングロードはそのまま海岸線を佐賀関に向かって延びているが、水道管は途中で突然山の中に消える。その先には、やはりコンクリートブロックで塞がれたトンネルを発見することができる。廃線跡を辿るのであれば、道を辿るのではなく水道管を辿ることになる。
- 古宮隧道
国道197号の古宮隧道下に佐賀関側の入口跡がある（写真中央）。廃線後しばらくは生活道路の終点ということで放置され草木に覆われていたが、皮肉なことにバイパス道路建設により手前部分の廃線跡が整地されることで容易に近付けるようになった。日鉱古宮駅は国道九四フェリー乗場入口付近にあったが、完全に消滅している。日鉱金山駅は佐賀関病院（製錬所病院→佐賀関町立病院→現在は移転）の前にあったが、これも痕跡を見出すことは難しい。
- 日鉱佐賀関駅
海が埋め立てられ道路も整備されてしまったため、往時を想像することは難しいが、写真中央にコンクリートで舗装されている部分があり、これがかつての海岸線である。正面の大分バスが停車している所から写真左は海であった。
線路は写真の撮影地点付近で分岐していた。旅客線は写真中央にある現在の佐賀関バスセンター（日鉱佐賀関駅→国鉄バス佐賀関駅→JRバス佐賀関駅→現在）へと至っていた。貨物線は右手の現在歩道となっている部分を通り、佐賀関駅の入口前を抜け、車庫（機関車格納庫→国鉄バス車庫→JRバス車庫→廃止）前を通って製錬所の敷地内へと至っていた。この付近からは道路と重なっており、路面電車の軌道のように敷設されていた。
- 製錬所正門
終点。写真中央右の時計がある辺りに施設があり、貨物線が引き込まれていた。（建物は写真の時計背後の建物に付属するような形で存在していた）
廃線後も、道路には白いコンクリートの帯が旅客駅前から直線状に延び、現在守衛の詰所となっている辺りから急カーブを描いて建物の中へと通じていた。ここも道路拡張の際に完全に消滅してしまった。